# Lindenhof (Althegnenberg)
Lindenhof ist ein Ortsteil der oberbayerischen Gemeinde Althegnenberg im Landkreis Fürstenfeldbruck. 
Die Einöde liegt circa zwei Kilometer nördlich von Althegnenberg.

## Baudenkmäler
- Feldkapelle, erbaut 1806